# Suberites
Suberites är ett släkte av svampdjur. Suberites ingår i familjen Suberitidae.

## Dottertaxa tillSuberites, i alfabetisk ordning[1][2]
- Suberites affinis
- Suberites anastomosus
- Suberites aquaedulcioris
- Suberites aurantiacus
- Suberites australiensis
- Suberites axiatus
- Suberites axinelloides
- Suberites baffini
- Suberites bengalensis
- Suberites bursa
- Suberites caminatus
- Suberites carnosus
- Suberites clavatus
- Suberites compactus
- Suberites concinnus
- Suberites crelloides
- Suberites cupuloides
- Suberites difficilis
- Suberites distortus
- Suberites domuncula
- Suberites excellens
- Suberites ficus
- Suberites flabellatus
- Suberites gibbosiceps
- Suberites glaber
- Suberites glasenapii
- Suberites globosus
- Suberites heros
- Suberites hirsutus
- Suberites hystrix
- Suberites insignis
- Suberites japonicus
- Suberites kelleri
- Suberites laticeps
- Suberites latus
- Suberites lobatus
- Suberites luetkeni
- Suberites maculans
- Suberites mammilaris
- Suberites massa
- Suberites microstomus
- Suberites mineri
- Suberites mollis
- Suberites montalbidus
- Suberites paradoxus
- Suberites perfectus
- Suberites pisiformis
- Suberites placenta
- Suberites prototypus
- Suberites puncturatus
- Suberites radiatus
- Suberites ramosus
- Suberites rhaphidiophorus
- Suberites ruber
- Suberites senilis
- Suberites sericeus
- Suberites simplex
- Suberites spematozoon
- Suberites spermatozoon
- Suberites spirastrelloides
- Suberites stilensis
- Suberites strongylatus
- Suberites suberia
- Suberites syringella
- Suberites topsenti
- Suberites tortuosus
- Suberites tylobtusus
- Suberites virgultosus